# Vent Geyser
De Vent Geyser is een geiser in het Upper Geyser Basin dat onderdeel uitmaakt van het Nationaal Park Yellowstone in de Verenigde Staten. De geiser staat in verbinding met de Grand en Turban Geyser. De eruptie begint vlak na de eruptie van de Grand Geyser en stopt een uur later dan de Grand Geyser. Het komt maar zelden voor dat de Vent Geyser een eruptie heeft, zonder een eruptie van de Grand Geyser.